# (35112) 1992 BT5
1992 BT5 (asteroide 35112) é um asteroide da cintura principal. Possui uma excentricidade de 0.06952700 e uma inclinação de 3.68367º.
Este asteroide foi descoberto no dia 30 de janeiro de 1992 por Eric Walter Elst em La Silla.